# Rrajcë
Rrajcë là một xã trong quận Librazhd thuộc hạt Elbasan, Albania. Dân số năm 2005 là 10245 người.